# 右京八景ライターズ
右京八景ライターズは、京都市右京区の魅力を発信するため結成された8人グループ。
右京区長に委嘱され、活動している。
単に『右京区民ライター』や『区民ライター』とも呼ばれる。執筆のテーマは「人と人とのつながり」である。
任期は2023年7月1日から2024年3月15日。　

## 概要
右京八景ライターズは、8人のメンバーからなる。8人が共同で一つのものを作り上げるわけではなく、各々の独自の目線で記事を執筆している。執筆された記事はInstagramや右京ファンクラブねっとなどのウェブサイトで閲覧することができる。

## 沿革
- 2023年4月27日 - 右京区役所が『右京の魅力発信事業　区民ライター』を募集する旨の広報資料を発表[1]
  - 同日 - 区役所ホームページにて募集開始

- 2023年5月15日 - 募集締め切り

- 2023年5月30日 - 選考終了，8人が決定する[2]

- 2023年6月7日 - 委嘱・任命式挙行

- 2023年7月1日 - 任期開始